# Liste der Hochhäuser in Nürnberg

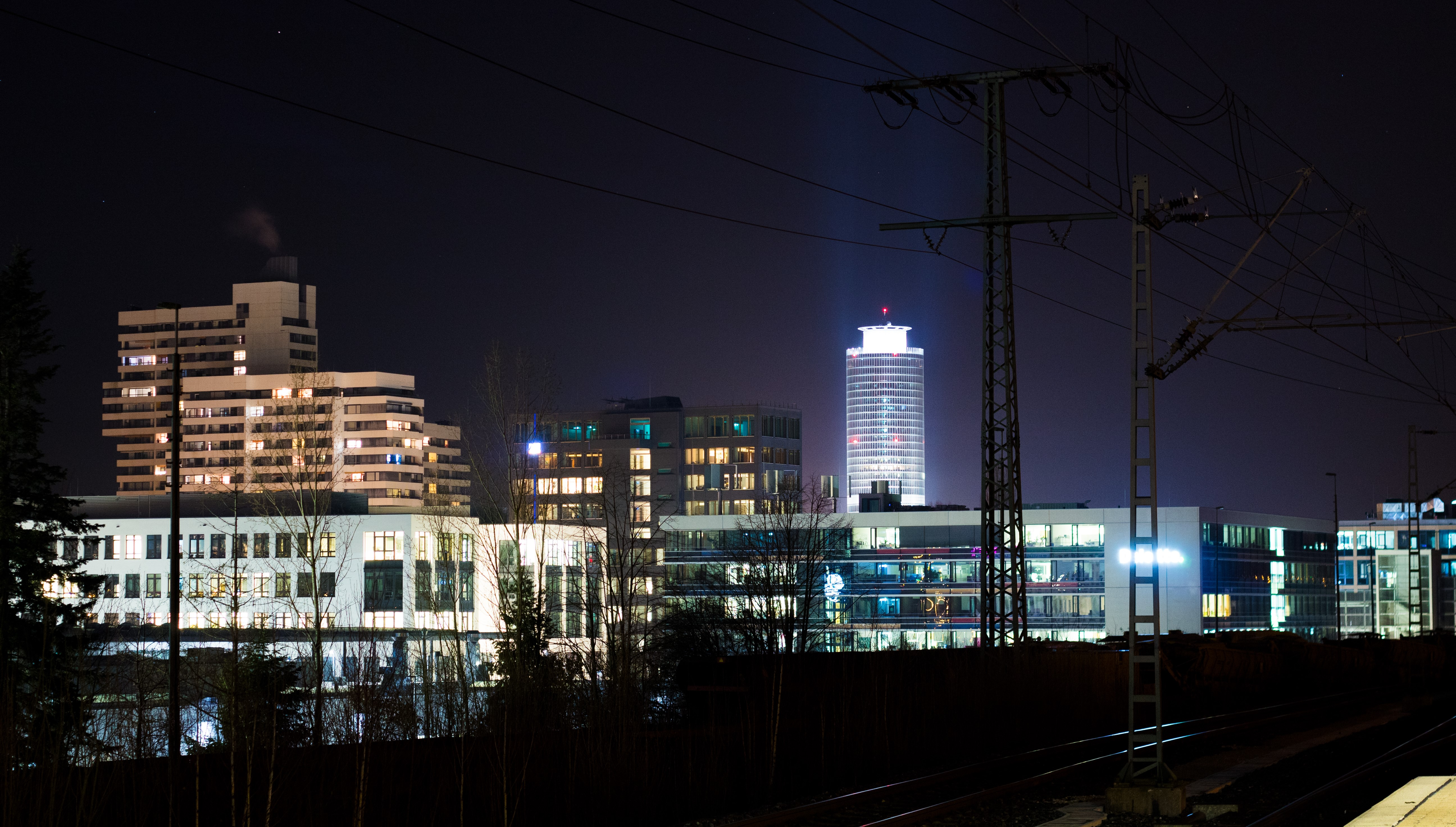
Blick von Nürnberg-Dürrenhof auf mehrere moderne Hochhäuser, im Zentrum der Business Tower, das höchste Gebäude der Stadt sowie das zweithöchste Bayerns.

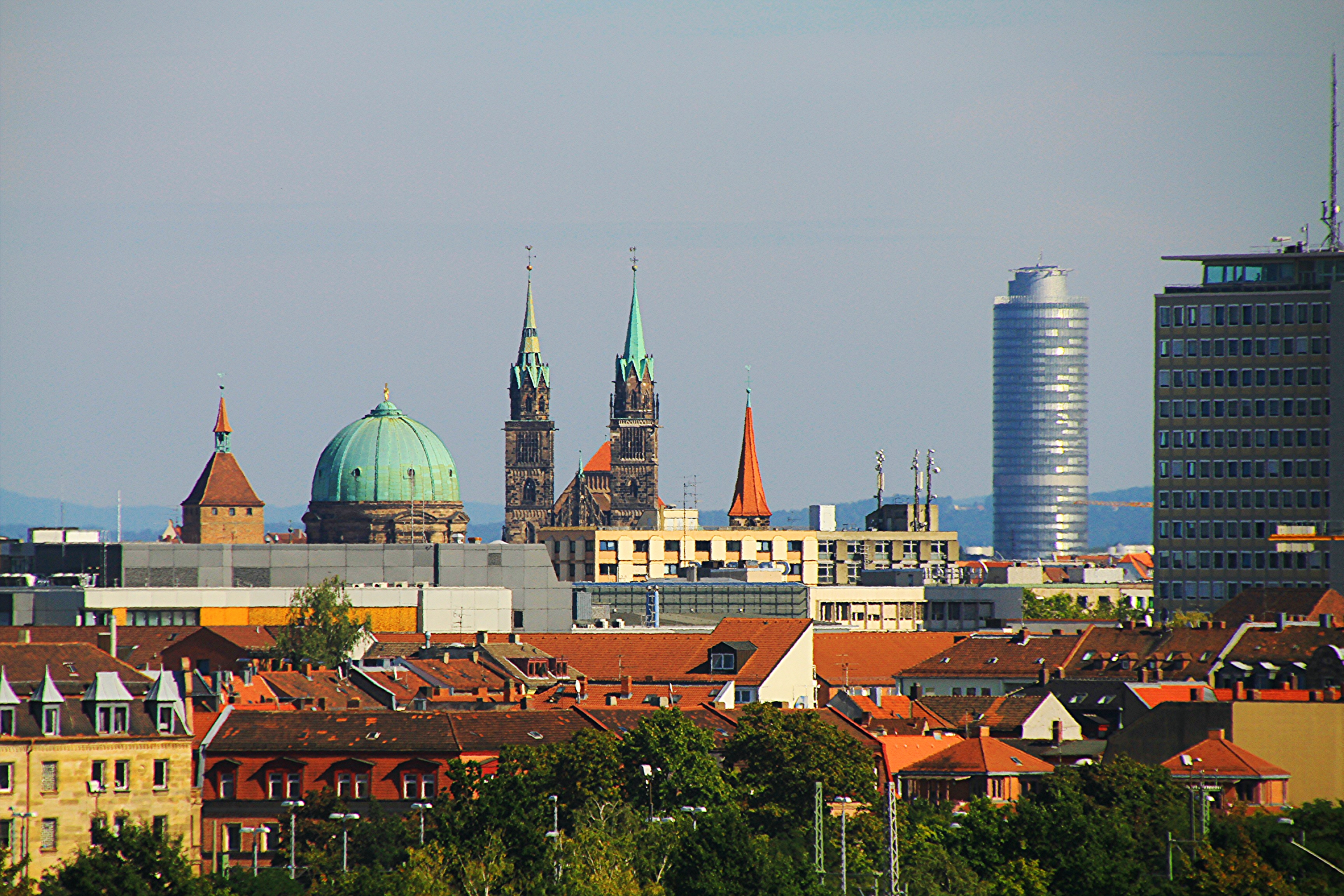
Alte und neue Türme in Nürnberg (2014)

Die Liste der Hochhäuser in Nürnberg gibt eine Übersicht über die vorhandenen, sich in Bau befindlichen sowie geplanten Hochhäuser in der fränkischen Metropole Nürnberg. Sie führt alle Hochhäuser ab einer strukturellen Höhe von 40 Metern auf.

## Erläuterung
Die Liste gibt darüber Auskunft,
- welche Namen das Gebäude führt,
- wo sich das Gebäude befindet (Karte),
- welches die vorrangige Nutzung ist,
- wann das Gebäude eröffnet wurde,
- welche Höhe das Gebäude erreicht,
- über wie viele Etagen es verfügt,
- wer der planende Architekt war und
- wie das Gebäude aussieht (Bild).

## Hochhäuser in Nürnberg
| Nr. | Name                                   | Lage                                                                     | Nutzung                                                         | Eröffnet | Höhe in m | Etagen | Architekt(en)                                     | Bild           |
| --- | -------------------------------------- | ------------------------------------------------------------------------ | --------------------------------------------------------------- | -------- | --------- | ------ | ------------------------------------------------- | -------------- |
| 1.  | Business Tower                         | Tullnau, Ostendstraße 100 49° 27′ 14″ N, 11° 7′ 2″ O                     | Generaldirektion der Nürnberger Versicherung                    | 2000     | 135,00    | 35     | Dürschinger & Biefang                             | weitere Bilder |
| 2.  | Bundesagentur für Arbeit               | Ludwigsfeld, Regensburger Straße 104 49° 26′ 28″ N, 11° 6′ 23″ O         | Büros, Zentrale der Bundesagentur für Arbeit                    | 1973     | 80,20     | 18     | Ulrich E. Fischer, Wolf Krüder, Robert Rathai     | weitere Bilder |
| 3.  | Norikus 1                              | Tullnau, Norikerstraße 8/19 49° 27′ 5″ N, 11° 6′ 16″ O                   | Wohnungen                                                       | 1972     | 74,10     | 21     | Harald Loebermann                                 | weitere Bilder |
| 4.  | Hochhaus Einsteinring 6–9              | Reichelsdorf, Einsteinring 6 49° 23′ 33″ N, 11° 2′ 3″ O                  | Wohnungen                                                       | 1971     | 64,90     | 21     | Gerhard G. Dittrich                               | weitere Bilder |
| 5.  | Hochhaus Neuselsbrunn 32               | Langwasser Nordwest, Neuselsbrunn 32 49° 24′ 53″ N, 11° 7′ 0″ O          | Wohnungen                                                       | 1965     | 62,50     | 21     | Gerhard G. Dittrich                               | weitere Bilder |
| 5.  | Hochhaus Neuselsbrunn 53               | Langwasser Nordwest, Neuselsbrunn 53 49° 24′ 55″ N, 11° 6′ 47″ O         | Wohnungen                                                       | 1965     | 62,50     | 21     | Gerhard G. Dittrich                               | weitere Bilder |
| 5.  | Hochhaus Neuselsbrunn 54               | Langwasser Nordwest, Neuselsbrunn 54 49° 24′ 56″ N, 11° 6′ 52″ O         | Wohnungen                                                       | 1965     | 62,50     | 21     | Gerhard G. Dittrich                               | weitere Bilder |
| 8.  | Seetor City Campus Tower               | Mögeldorf, Ostendstraße 115 49° 27′ 25″ N, 11° 7′ 9″ O                   | Wohnungen                                                       | 2023     | 60,00     | 18     | Hilmer Sattler Architekten Ahlers Albrecht        | weitere Bilder |
| 9.  | Hochhaus Glogauer Straße 11            | Langwasser Südost, Glogauer Straße 11 49° 24′ 15″ N, 11° 8′ 7″ O         | Wohnungen                                                       |          | 56,60     | 17     |                                                   | weitere Bilder |
| 10. | HDI Hochhaus                           | Marienvorstadt, Dürrenhofstraße 6 49° 26′ 59″ N, 11° 5′ 49″ O            | Gewerblich, HDI                                                 | 1991     | 56,00     | 16     |                                                   | weitere Bilder |
| 11. | Plärrerhochhaus                        | Gostenhof, Am Plärrer 43 49° 26′ 54″ N, 11° 3′ 47″ O                     | Verwaltungsgebäude der Städtischen Werke Nürnberg               | 1953     | 56,00     | 15     | Wilhelm Schlegtendal                              | weitere Bilder |
| 12. | Hochhaus Planetenring 25               | Rangierbahnhof-Siedlung, Planetenring 25 49° 24′ 46″ N, 11° 6′ 30″ O     | Wohnungen                                                       |          | 55,90     | 17     |                                                   | weitere Bilder |
| 13. | Hochhaus Gartenstadt                   | Gartenstadt, Paumannstraße 2 49° 24′ 48″ N, 11° 4′ 47″ O                 | Wohnungen                                                       | 1971     | 54,50     | 18     | Scherzer Fink Scherzer                            | weitere Bilder |
| 14. | Hochhaus Creglinger Straße 62          | Röthenbach Ost, Creglinger Straße 62 49° 25′ 29″ N, 11° 1′ 52″ O         | Wohnungen                                                       |          | 54,30     | 17     |                                                   | weitere Bilder |
| 14. | Hochhaus Insinger Straße 54            | Röthenbach Ost, Insinger Straße 54 49° 25′ 25″ N, 11° 2′ 0″ O            | Wohnungen                                                       |          | 54,30     | 17     |                                                   | weitere Bilder |
| 16. | Tafelhof Palais Turm I                 | Marienvorstadt, Bahnhofsplatz 1 49° 26′ 49″ N, 11° 5′ 0″ O               | Hotel                                                           | 2021     | 53,00     | 15     | Max Dudler                                        | weitere Bilder |
| 16. | Hochhaus Hainstraße 25                 | Ludwigsfeld, Hainstraße 25 49° 26′ 27″ N, 11° 6′ 13″ O                   | Wohnungen                                                       | 1976     | 53,00     | 17     | Eduard Kappler, Peter Nützel, Gerhard G. Dittrich | weitere Bilder |
| 18. | Hochhaus Weltenburger Straße 97        | Reichelsdorf, Weltenburger Straße 97 49° 23′ 16″ N, 11° 2′ 12″ O         | Wohnungen                                                       |          | 52,80     | 16     |                                                   | weitere Bilder |
| 19. | Grundig Turm I                         | Beuthener Straße, Beuthener Straße 41 49° 25′ 43″ N, 11° 7′ 55″ O        | Gewerblich                                                      | 1970     | 52,30     | 17     |                                                   | weitere Bilder |
| 20. | Hochhaus Wettersteinstraße 51–53       | Langwasser Nordwest, Wettersteinstraße 51–53 49° 24′ 40″ N, 11° 7′ 14″ O | Wohnungen                                                       |          | 52,00     | 17     |                                                   |                |
| 20. | UmweltHaus                             | Westfriedhof, Nordwestring 101 49° 27′ 56″ N, 11° 3′ 14″ O               | Büros, Zentrale der Umweltbank                                  | 2024     | 52,00     | 13     | Spengler Wiescholek                               |                |
| 22. | Hochhaus Schultheißallee 5             | Ludwigsfeld, Schultheißallee 5 49° 26′ 17″ N, 11° 6′ 26″ O               | Wohnungen                                                       | 1968     | 51,90     | 17     |                                                   | weitere Bilder |
| 23. | Merian Forum                           | Siedlung Nordostbahnhof, Leipziger Platz 21 49° 28′ 22″ N, 11° 6′ 13″ O  | Gewerblich                                                      | 2002     | 51,60     | 13     | Hannewald + Strobl                                | weitere Bilder |
| 24. | The One                                | Thon, Forchheimer Straße 1 49° 28′ 24″ N, 11° 3′ 51″ O                   | Büros, Gewerbe                                                  | 2025     | 51,50     | 12     | RKW Architektur +                                 |                |
| 25. | Hochhaus der Fränkischen Überlandwerke | Glockenhof, Hainstraße 34 49° 26′ 22″ N, 11° 6′ 9″ O                     | Büros der N-ERGIE                                               | 1966     | 51,00     | 14     |                                                   | weitere Bilder |
| 25. | Norikus 2                              | Tullnau, Norikerstraße 8/19 49° 27′ 5″ N, 11° 6′ 15″ O                   | Wohnungen                                                       | 1972     | 51,00     | 17     | Harald Loebermann                                 | weitere Bilder |
| 27. | Hochhaus Hornfischstraße 4             | Reichelsdorf, Hornfischstraße 4 49° 23′ 17″ N, 11° 1′ 47″ O              | Wohnungen                                                       |          | 50,00     | 14     |                                                   | weitere Bilder |
| 27. | Hochhaus Schöpfstraße 33               | Gleißhammer, Schöpfstraße 33 49° 26′ 27″ N, 11° 7′ 10″ O                 | Wohnungen                                                       |          | 50,00     | 15     |                                                   | weitere Bilder |
| 29. | Grundig Turm II                        | Beuthener Straße, Beuthener Straße 39 49° 25′ 41″ N, 11° 7′ 57″ O        | Gewerblich                                                      | 1970     | 49,60     | 16     |                                                   | weitere Bilder |
| 30. | Hochhaus Zugspitzstraße 239            | Langwasser Nordwest, Zugspitzstraße 239 49° 24′ 30″ N, 11° 7′ 21″ O      | Wohnungen                                                       |          | 47,20     | 15     |                                                   |                |
| 30. | Hochhaus Hornfischstraße 6             | Reichelsdorf, Hornfischstraße 6 49° 23′ 15″ N, 11° 1′ 48″ O              | Wohnungen                                                       |          | 47,20     | 14     |                                                   | weitere Bilder |
| 32. | Hochhaus Imbuschstraße 6               | Langwasser Südost, Imbuschstraße 6 49° 23′ 54″ N, 11° 8′ 35″ O           | Wohnungen                                                       |          | 47,10     | 16     |                                                   |                |
| 32. | Hochhaus Imbuschstraße 14              | Langwasser Südost, Imbuschstraße 14 49° 23′ 54″ N, 11° 8′ 41″ O          | Wohnungen                                                       |          | 47,10     | 16     |                                                   |                |
| 34. | Hochhaus Albrecht-Theaer-Straße 2      | Röthenbach Ost, Albrecht-Theaer-Straße 2 49° 24′ 58″ N, 11° 1′ 40″ O     | Wohnungen                                                       |          | 46,90     | 15     |                                                   |                |
| 34. | Hochhaus Neuselsbrunn 7                | Langwasser Nordwest, Neuselsbrunn 7 49° 24′ 48″ N, 11° 6′ 49″ O          | Wohnungen                                                       | 1965     | 46,90     | 16     | Gerhard G. Dittrich                               |                |
| 34. | Hochhaus Neuselsbrunn 29               | Langwasser Nordwest, Neuselsbrunn 29 49° 24′ 51″ N, 11° 6′ 48″ O         | Wohnungen                                                       | 1965     | 46,90     | 16     | Gerhard G. Dittrich                               |                |
| 37. | Hochhaus Einsteinring 10–13            | Reichelsdorf, Einsteinring 10–13 49° 23′ 36″ N, 11° 2′ 4″ O              | Wohnungen                                                       | 1971     | 46,00     | 17     | Gerhard G. Dittrich                               | weitere Bilder |
| 38. | Hochhaus Wettersteinstraße 34          | Langwasser Nordwest, Wettersteinstraße 34 49° 24′ 36″ N, 11° 7′ 10″ O    | Wohnungen                                                       |          | 45,90     | 15     |                                                   |                |
| 39. | Hochhaus Bessemerstraße 51             | Schafhof, Bessemerstraße 51 49° 28′ 40″ N, 11° 6′ 31″ O                  | Wohnungen                                                       |          | 45,80     | 13     |                                                   | weitere Bilder |
| 40. | Hochhaus Grüntenweg 2                  | Langwasser Nordwest, Grüntenweg 2 49° 24′ 42″ N, 11° 6′ 53″ O            | Wohnungen                                                       | 1969     | 45,10     | 15     |                                                   |                |
| 40. | Hochhaus Grüntenweg 5                  | Langwasser Nordwest, Grüntenweg 5 49° 24′ 43″ N, 11° 6′ 50″ O            | Wohnungen                                                       | 1969     | 45,10     | 15     |                                                   |                |
| 40. | Hochhaus Grüntenweg 14                 | Langwasser Nordwest, Grüntenweg 14 49° 24′ 45″ N, 11° 6′ 54″ O           | Wohnungen                                                       | 1969     | 45,10     | 15     |                                                   |                |
| 43. | Hochhaus Imbuschstraße 4               | Langwasser Südost, Imbuschstraße 4 49° 23′ 54″ N, 11° 8′ 33″ O           | Wohnungen                                                       |          | 44,70     | 15     |                                                   |                |
| 43. | Hochhaus Imbuschstraße 8               | Langwasser Südost, Imbuschstraße 8 49° 23′ 53″ N, 11° 8′ 37″ O           | Wohnungen                                                       |          | 44,70     | 15     |                                                   |                |
| 45. | Hochhaus Lochnerstraße 43              | Schweinau, Lochnerstraße 43 49° 25′ 52″ N, 11° 3′ 11″ O                  | Wohnungen                                                       |          | 44,20     | 15     |                                                   | weitere Bilder |
| 46. | Norikus 3                              | Tullnau, Norikerstraße 8/19 49° 27′ 5″ N, 11° 6′ 17″ O                   | Wohnungen                                                       | 1972     | 44,00     | 16     | Harald Loebermann                                 | weitere Bilder |
| 47. | Hochhaus Einsteinring 23–27            | Reichelsdorf, Einsteinring 25 49° 23′ 33″ N, 11° 2′ 1″ O                 | Wohnungen                                                       | 1971     | 43,50     | 16     | Gerhard G. Dittrich                               | weitere Bilder |
| 47. | Hochhaus Einsteinring 14–16            | Reichelsdorf, Einsteinring 15 49° 23′ 39″ N, 11° 2′ 2″ O                 | Wohnungen                                                       | 1971     | 43,50     | 16     | Gerhard G. Dittrich                               | weitere Bilder |
| 49. | Berufliche Schule Direktorat 1         | Bleiweiß, Augustenstraße 30 49° 26′ 26″ N, 11° 5′ 41″ O                  | Schule                                                          | 1957     | 43,10     | 10     | Heinz Buff, Hirschmann und Krieg                  | weitere Bilder |
| 50. | Norikus 4                              | Tullnau, Norikerstraße 6 49° 27′ 3″ N, 11° 6′ 19″ O                      | Wohnungen                                                       | 1972     | 43,00     | 15     | Harald Loebermann                                 | weitere Bilder |
| 50. | Hochhaus Schupfer Straße 4             | Laufamholz, Schupfer Straße 4 49° 27′ 3″ N, 11° 6′ 19″ O                 | Wohnungen                                                       |          | 43,00     | 12     |                                                   | weitere Bilder |
| 52. | Hochhaus Juvenellstraße 25             | Bielingplatz, Juvenellstraße 25 49° 27′ 55″ N, 11° 4′ 5″ O               | Wohnungen                                                       |          | 42,80     | 14     |                                                   |                |
| 52. | Hochhaus Schulenburgstraße 6           | Langwasser Südwest, Schulenburgstraße 6 49° 23′ 53″ N, 11° 8′ 26″ O      | Wohnungen                                                       |          | 42,80     | 13     |                                                   |                |
| 54. | Hochhaus Heilbronner Platz 2           | Reichelsdorf, Heilbronner Platz 2 49° 23′ 13″ N, 11° 2′ 2″ O             | Wohnungen                                                       |          | 42,70     | 14     |                                                   | weitere Bilder |
| 54. | Hochhaus Heilbronner Platz 24          | Reichelsdorf, Heilbronner Platz 24 49° 23′ 14″ N, 11° 1′ 59″ O           | Wohnungen                                                       |          | 42,70     | 14     |                                                   | weitere Bilder |
| 54. | Hochhaus Heilbronner Platz 32          | Reichelsdorf, Heilbronner Platz 32 49° 23′ 15″ N, 11° 2′ 1″ O            | Wohnungen                                                       |          | 42,70     | 14     |                                                   | weitere Bilder |
| 54. | Hochhaus Stauffenbergstraße 53         | Langwasser Südwest, Stauffenbergstraße 53 49° 23′ 56″ N, 11° 8′ 20″ O    | Wohnungen                                                       |          | 42,70     | 13     |                                                   |                |
| 58. | Wohnstift am Tiergarten                | Zerzabelshof, Bingstraße 30 49° 26′ 40″ N, 11° 8′ 0″ O                   | Wohnheim                                                        |          | 42,10     | 13     |                                                   |                |
| 58. | Wohnstift am Tiergarten                | Zerzabelshof, Bingstraße 30A 49° 26′ 41″ N, 11° 7′ 56″ O                 | Wohnheim                                                        |          | 42,10     | 13     |                                                   |                |
| 60. | Hochhaus Leuschnerstraße 5             | Langwasser Südwest, Leuschnerstraße 5 49° 23′ 49″ N, 11° 8′ 31″ O        | Wohnungen                                                       |          | 42,00     | 13     |                                                   |                |
| 60. | Hochhaus Leuschnerstraße 6             | Langwasser Südwest, Leuschnerstraße 6 49° 23′ 49″ N, 11° 8′ 27″ O        | Wohnungen                                                       |          | 42,00     | 13     |                                                   |                |
| 62. | Hochhaus Imbuschstraße 10              | Langwasser Südost, Imbuschstraße 10 49° 23′ 53″ N, 11° 8′ 38″ O          | Wohnungen                                                       |          | 41,60     | 14     |                                                   |                |
| 63. | Hochhaus Siedlerstraße 5–7             | Zerzabelshof, Siedlerstraße 5–7 49° 26′ 44″ N, 11° 7′ 39″ O              | Wohnungen                                                       |          | 41,00     | 12     |                                                   |                |
| 64. | Ergo-Hochhaus                          | Tafelhof, Frauentorgraben 1 49° 26′ 47″ N, 11° 4′ 48″ O                  | Büros                                                           | 1964     | 40,80     | 11     | Richard Bickei Hanns Dustmann                     | weitere Bilder |
| 65. | VR Nürnberg Zentrale                   | Tullnau, Am Tullnaupark 2 49° 27′ 1″ N, 11° 6′ 13″ O                     | Büros, Verwaltungsgebäude der Volksbank Raiffeisenbank Nürnberg |          | 40,60     | 11     | JB Architekten                                    | weitere Bilder |
| 66. | Hochhaus Glatzerstraße 11              | Langwasser Südwest, Glatzerstraße 11 49° 24′ 4″ N, 11° 8′ 1″ O           | Wohnungen                                                       |          | 40,40     | 12     |                                                   |                |
| 67. | Hochhaus Apinusstraße 6                | Tullnau, Apinusstraße 6 49° 27′ 24″ N, 11° 6′ 48″ O                      | Wohnungen                                                       |          | 40,10     | 12     |                                                   | weitere Bilder |
| 68. | Hochhaus Trebnitzer Straße 68          | Langwasser Südwest, Trebnitzer Straße 68 49° 24′ 2″ N, 11° 7′ 43″ O      | Wohnungen                                                       |          | 40,00     | 13     |                                                   |                |
| 68. | Hochhaus Weltenburger Straße 87        | Reichelsdorf, Weltenburger Straße 87 49° 23′ 17″ N, 11° 2′ 5″ O          | Wohnungen                                                       |          | 40,00     | 13     |                                                   | weitere Bilder |
| 68. | Tafelhof Palais Turm II                | Marienvorstadt, Bahnhofsplatz 3 49° 26′ 50″ N, 11° 5′ 2″ O               | Hotel, Büros, Gewerbe                                           | 2021     | 40,00     | 10     | Max Dudler                                        | weitere Bilder |

### Hochhäuser im Bau
Hochhäuser, die in Nürnberg gebaut werden und noch nicht ihre endgültige Höhe erreicht haben:
| Name | Bild | Standort                                                                   | Höhe (m) | Etagen | Geplante Eröffnung | Nutzung | Architekt           | Bemerkungen                                     |
| ---- | ---- | -------------------------------------------------------------------------- | -------- | ------ | ------------------ | ------- | ------------------- | ----------------------------------------------- |
| IKON |      | Tafelhof, Kohlenhofstraße/Sophie-Germain-Straße 49° 26′ 40″ N, 11° 4′ 6″ O | 65,00    | 17     | 2025               | Büros   | Steidle Architekten | Auf dem Areal des ehemaligen Hauptgüterbahnhofs |

## Geplante Hochhäuser
Am Kohlenhof auf dem Gebiet des ehemaligen Hauptgüterbahnhof ist von Steidle Architekten der Bau eines 17-stöckigen Büroturms geplant. Ebenso strebt ein Investor an der Ecke Rothenburger Straße/Virnsberger Straße die Errichtung eines weiteren 17 Etagen umfassenden Bürogebäudes an, das als Eingangssituation für den zukünftigen Stadtteil Tiefes Feld dienen soll. Im Rahmen des Realisierungswettbewerb „Ökologisches Leuchtturmprojekt in Nürnberg – Wohnquartier in der Baader-/Hain-/Wilhelm-Späth-Straße“ sind zudem unter dem Namen Zweiblick der Bau eines 20-stöckigen und eines 17-stöckigen Wohnturms auf dem ehemaligen Areal der Fränkischen Überlandwerke, unter anderem als Ersatz für das jetzige N-Ergie-Hochhaus am Platz der Opfer des Faschismus geplant. Ebenfalls soll am ehemaligen Nürnberger Areal der Bundesmonopolverwaltung für Branntwein von der Wohnungsbaugesellschaft Nürnberg ein 18-stöckiges Wohnhochhaus errichtet werden. Darüber hinaus gibt es Pläne für einen 15-stöckigen Wohnturm in der südöstlich gelegenen Trabantenstadt Langwasser sowie für die Errichtung eines 13-geschossigen Hotelneubaus neben der Meistersingerhalle. Im November 2020 wurde ebenso bekannt gegeben, dass das sogenannte Ergo-Hochhaus am westlichen Ende des Bahnhofsplatzes abgerissen und an gleicher Stelle ab dem Jahr 2022 ein neuer Büroturm mit dreizehn Geschoßen nach den Plänen des Architekturbüros Henning Larsen errichtet werden soll. Mit dem Verkauf des Gebäudes 2021 wurde ein erneuter Architekturwettbewerb ausgeschrieben, bei dem sich das Architekturbüro KSP Engel durchsetzen konnte. Nun ist die Realisierung eines Büro- und Wohnturms mit 14 Geschoßen geplant. Etwas weiter nördlich des Hochhauses The One ist an der Kreuzung Erlanger-/Marienbergstraße ebenfalls die Errichtung eines über 50 Meter hohen Gebäudes mit bis zu 16 Stockwerken geplant. Im Modul II des neuen Stadtteils Lichtenreuth sind ebenfalls mehrere Hochpunkte mit bis zu 15 Stockwerken geplant. Auch im neuen Sandäcker-Quartier um den sich im Bau befindlichen U-Bahnhof Gebersdorf ist ein 13-geschossiges Hochhaus geplant.
| Name                                | Standort                                                                              | Höhe (m) | Etagen | Geplanter Baubeginn | Nutzung                | Architekt                                                  | Bemerkungen                                                                                             |
| ----------------------------------- | ------------------------------------------------------------------------------------- | -------- | ------ | ------------------- | ---------------------- | ---------------------------------------------------------- | --- |
| Zweiblick Turm I                    | Glockenhof, Baader-/Hainstraße 49° 26′ 24″ N, 11° 6′ 9″ O                             | 63,45    | 20     | 2025                | Wohnungen              | Gräßel Architekten                                         | Auf dem Areal der ehemaligen Fränkischen Überlandwerke                                                  |
| Tor zum Tiefen Feld                 | Kleinreuth bei Schweinau, Rothenburger/Virnsberger Straße 49° 26′ 25″ N, 11° 0′ 58″ O | 57,50    | 17     |                     | Büros                  | Köppen Rumetsch Architekten                                | Als Eingangssituation für das neue Stadtentwicklungsgebiet Tiefes Feld                                  |
| Zweiblick Turm II                   | Glockenhof, Platz der Opfer des Faschismus 49° 26′ 22″ N, 11° 6′ 8″ O                 | 57,12    | 17     | 2025                | Wohnungen              | Gräßel Architekten                                         | Auf dem Areal der ehemaligen Fränkischen Überlandwerke, als Ersatz für das jetzige Hochhaus der N-Ergie |
| monopol491                          | St. Jobst, Thumenberger Weg 49 49° 27′ 58″ N, 11° 7′ 35″ O                            | 56,30    | 18     | 2025                | Büros, Wohnungen       | Auer Weber wbg Nürnberg                                    | Auf dem Areal der ehemaligen Bundesmonopolverwaltung für Branntwein                                     |
| Hochhaus Erlanger-/Marienbergstraße | Thon, Erlangerstraße/Marienbergstraße 49° 29′ 2″ N, 11° 3′ 36″ O                      | ~ 55,00  | 16     |                     | Büros, Gewerbe         | Sontowski und Partner                                      | Im Rahmen der Entwicklung eines neuen Stadtteils.                                                       |
| Hochhaus Leuschnerstraße 1          | Langwasser Südwest, Leuschnerstraße 1 49° 23′ 50″ N, 11° 8′ 29″ O                     | 51,00    | 15     |                     | Wohnungen              | Behnisch Architekten                                       | [ 38 ]                                                                                                  |
| Ergo-Hochhaus                       | Tafelhof, Bahnhofsplatz 2 49° 26′ 47″ N, 11° 4′ 48″ O                                 | ~ 52,00  | 14     | 2025                | Büros, Gewerbe, Wohnen | KSP Jürgen Engel Architekten                               | Als Ersatz für das jetzige Ergo-Hochhaus                                                                |
| Parkhotel                           | Ludwigsfeld, Münchener Straße 25 49° 26′ 11″ N, 11° 6′ 13″ O                          | 46,00    | 13     |                     | Hotel                  | Johannes Kappler mit Super Future Collective und Topotek 1 | Ersatz für das jetzige Parkhotel neben der Meistersingerhalle                                           |
| Hochhaus Sandäcker Quartier         | Gebersdorf, Gebersdorfer Straße 49° 26′ 12″ N, 10° 59′ 44″ O                          | 46,00    | 13     | 2030                | Wohnungen, Gewerbe     | Schellenberg und Bäumler Architekten (Städtebau)           | [ 41 ]                                                                                                  |

### Aufgegebene Hochhausplanungen
Wie in jeder Großstadt gibt es auch in Nürnberg bemerkenswerte, aber nicht realisierte Hochhaus-Planungen. Erwähnt seien hier zunächst eine in den 1960er Jahren geplante Bebauung mit mehreren Hochpunkten entlang der südlichen Seite des Hauptbahnhofs. Neben der sogenannten Schnellstraße Nürnberg-Süd sollte hier auf Höhe des Karl-Bröger-Hauses ein sogenanntes Noris-Center (49° 26′ 36″ N, 11° 4′ 35″ O) mit einem rund 80 Meter hohen Turm entstehen. Daneben waren entlang der Bahn auch noch etwas kleinere Hochhäuser geplant. Ebenso genannt sei ein so genannter Noris-Tower (49° 25′ 44″ N, 11° 5′ 9″ O), der ab 2000 ein Thema war. Dieser geplante Büroturm sollte an der Ecke zwischen Frankenstraße und Katzwanger Straße auf einem Teil des ehemaligen MAN-Werksgeländes entstehen und mit einer Höhe von 144 Meter über 36 Etagen sogar den Business Tower als höchstes Gebäude der Stadt ablösen. Nach einem Bauvorbescheid Anfang 2002, wurden die Pläne nach 2004 wegen fehlender Investoren jedoch nicht mehr weiter verfolgt. Ebenso war eine Zeit lang der Bau eines 118 Meter hohen Hotel-Turms auf dem Messeareal geplant (49° 25′ 3″ N, 11° 7′ 30″ O).

## Höchste Gebäude ihrer Zeit (seit 1930)
| Zeit      | Name                     | Bild           | Standort                                                         | Höhe (m) | Etagen | Architekt(en)                                                       | Bemerkungen |
| --------- | ------------------------ | -------------- | ---------------------------------------------------------------- | -------- | ------ | ------------------------------------------------------------------- | --- |
| seit 2000 | Business Tower           | weitere Bilder | Tullnau, Ostendstraße 100 49° 27′ 14″ N, 11° 7′ 2″ O             | 135,00   | 36     | Dürschinger & Biefang                                               | Generaldirektion der Nürnberger Versicherung                                                                                         |
| 1973–2000 | Bundesagentur für Arbeit | weitere Bilder | Ludwigsfeld, Regensburger Straße 104 49° 26′ 28″ N, 11° 6′ 23″ O | 80,20    | 18     | Ulrich E. Fischer, Wolf Krüder, Robert Rathai                       | Zentrale der Bundesagentur für Arbeit                                                                                                |
| 1972–73   | Norikus                  | weitere Bilder | Tullnau, Norikerstraße 8/19 49° 27′ 5″ N, 11° 6′ 16″ O           | 74,10    | 24     | Harald Loebermann                                                   | |
| 1971–72   | Hochhaus Einsteinring 6  |                | Reichelsdorf, Einsteinring 6 49° 23′ 33″ N, 11° 2′ 3″ O          | 66,50    | 21     | Gerhard G. Dittrich                                                 | |
| 1965–71   | Hochhaus Neuselsbrunn 32 | weitere Bilder | Langwasser Nordwest, Neuselsbrunn 32 49° 24′ 53″ N, 11° 7′ 0″ O  | 62,50    | 21     | Gerhard G. Dittrich                                                 | Erste Wohnhochhäuser Nürnbergs |
| 1965–71   | Hochhaus Neuselsbrunn 53 | weitere Bilder | Langwasser Nordwest, Neuselsbrunn 53 49° 24′ 55″ N, 11° 6′ 47″ O | 62,50    | 21     | Gerhard G. Dittrich                                                 | Erste Wohnhochhäuser Nürnbergs |
| 1965–71   | Hochhaus Neuselsbrunn 54 | weitere Bilder | Langwasser Nordwest, Neuselsbrunn 54 49° 24′ 56″ N, 11° 6′ 52″ O | 62,50    | 21     | Gerhard G. Dittrich                                                 | Erste Wohnhochhäuser Nürnbergs |
| 1953–65   | Plärrerhochhaus          | weitere Bilder | Gostenhof, Am Plärrer 43 49° 26′ 54″ N, 11° 3′ 47″ O             | 56,00    | 15     | Wilhelm Schlegtendal                                                | Verwaltungsgebäude der Städtischen Werke Nürnberg                                                                                    |
| 1935–53   | Hauptpost                | weitere Bilder | Marienvorstadt, Bahnhofsplatz 1 49° 26′ 49″ N, 11° 5′ 0″ O       | 30,00    | 8      | Johann Kohl (erste Baupläne 1931), Max Kälberer (Umgestaltung 1933) | Kopfbau der Hauptpost am Nürnberger Hauptbahnhof. Wurde 2018 trotz Denkmalschutz für den Bau des Tafelhof Palais abgebrochen.        |
| 1930–35   | Karl-Bröger-Haus         | weitere Bilder | Galgenhof, Karl-Bröger-Straße 9 49° 26′ 37″ N, 11° 4′ 42″ O      | 26,90    | 7      | Hans Müller, Karl Kröck                                             | Ehemaliges Verlagsgebäude der Fränkischen Tagespost. Heute Sitz der Nürnberger SPD. Mit über 25 Metern das erste Hochhaus der Stadt. |

## Weitere Hochhäuser in der Region
Neben dem Bahnhof-Center und dem Sparkassen-Hochhaus am Fürther Hauptbahnhof sowie dem Neuen Rathaus und den beiden Siemens-Hochhäusern Glaspalast und Henkestraße in Erlangen, gibt es noch etliche weitere Wohnhochhäuser in den direkt angrenzenden Städten Fürth, Erlangen, Schwabach und Stein. Das Erlanger Wohnhochhaus Langer Johann stellt hierbei das größte Wohngebäude Bayerns dar.
Im Erlanger Süden ist des Weiteren im Zusammenhang mit der Errichtung des Siemens Campus der Bau eines Hochhauses mit 73 Metern Höhe geplant.

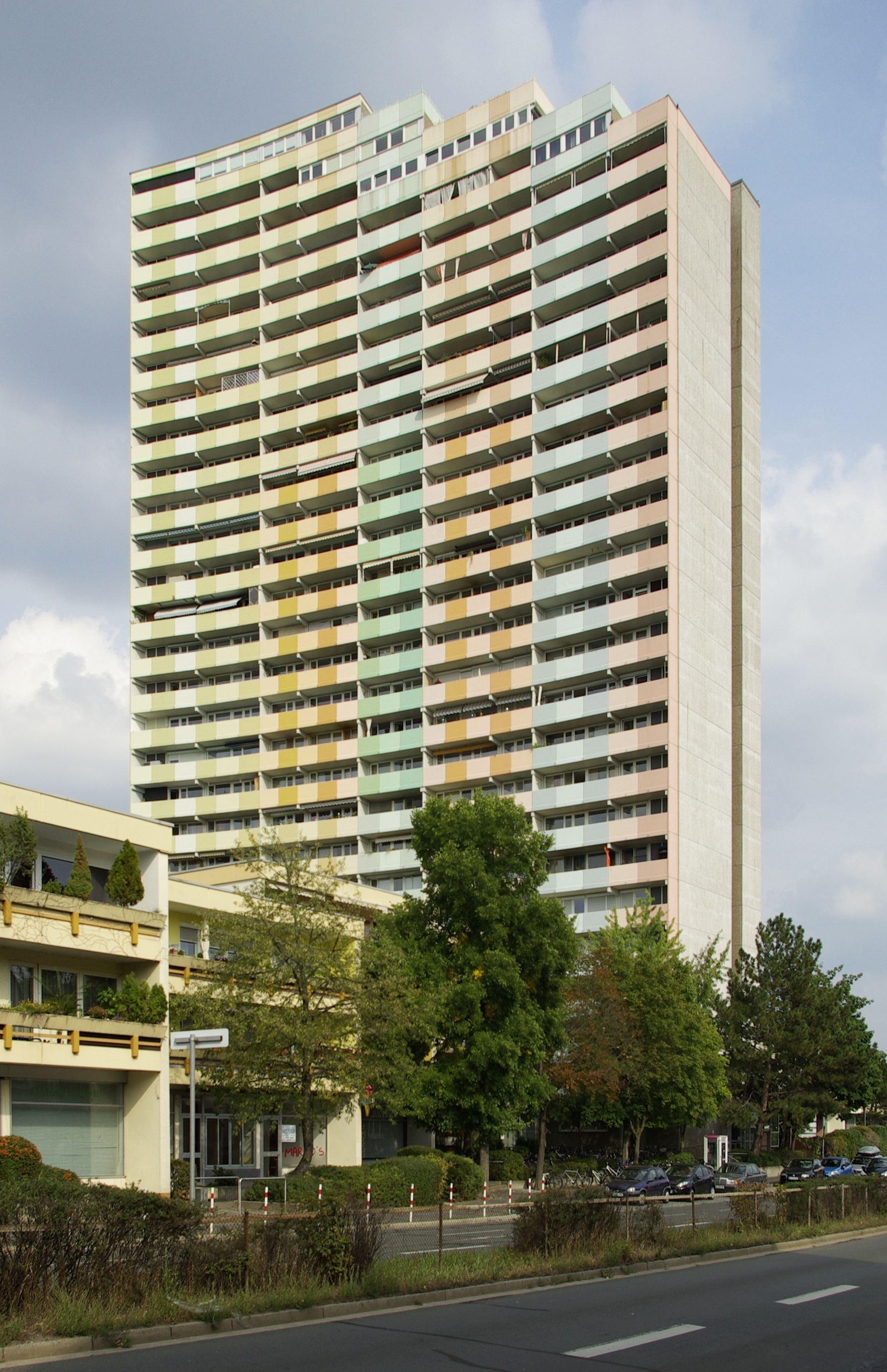
Das Wohnhochhaus Langer Johann in Erlangen mit rund 80 Metern Höhe (2012)
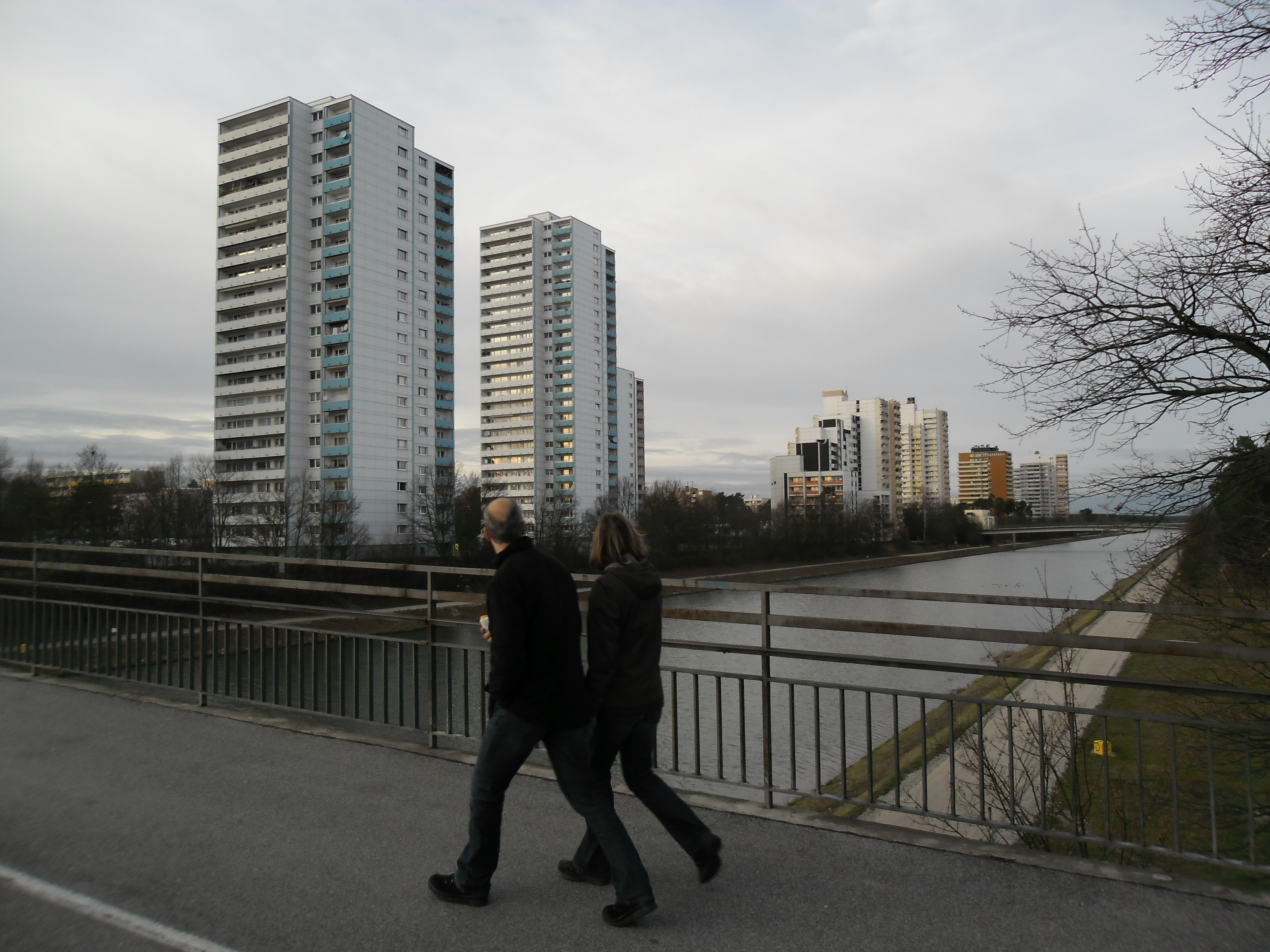
Die bis zu 70 Meter hohen Wohnhochhäuser am Erlanger Europakanal (2012)
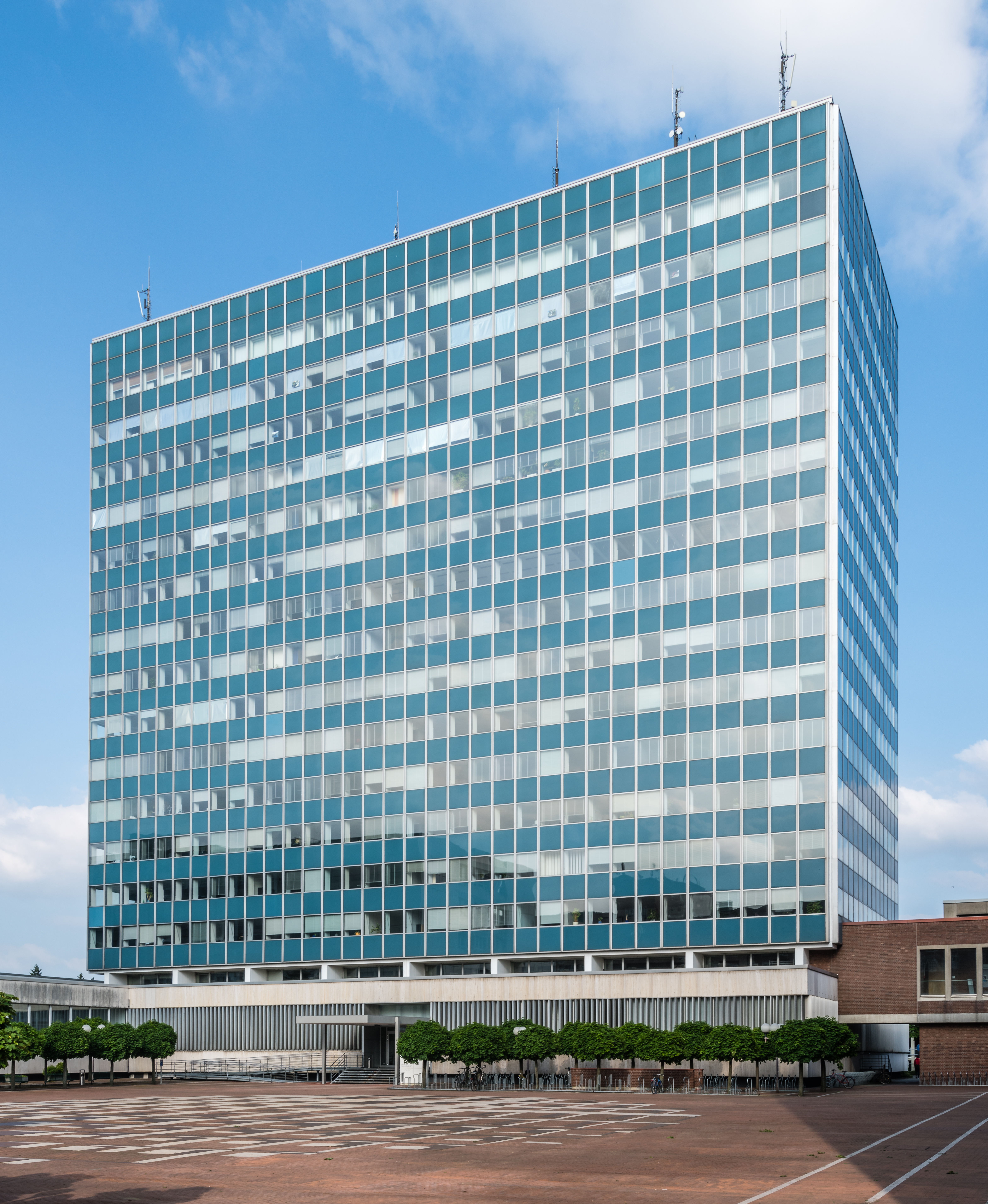
Der Glaspalast in Erlangen erreicht rund 62 Meter (2018)
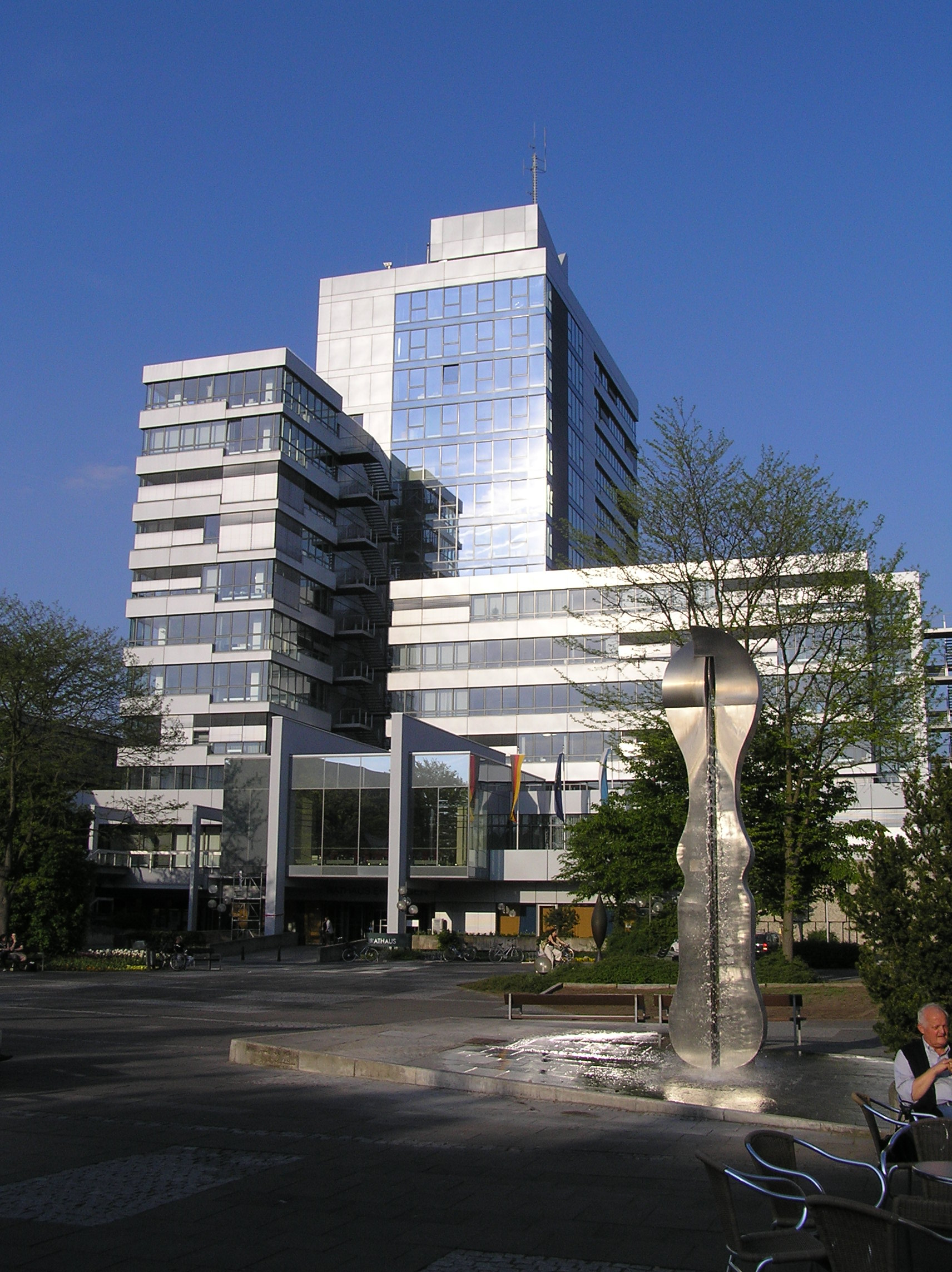
Das 61 Meter hohe Neue Rathaus von Erlangen mit (2007)
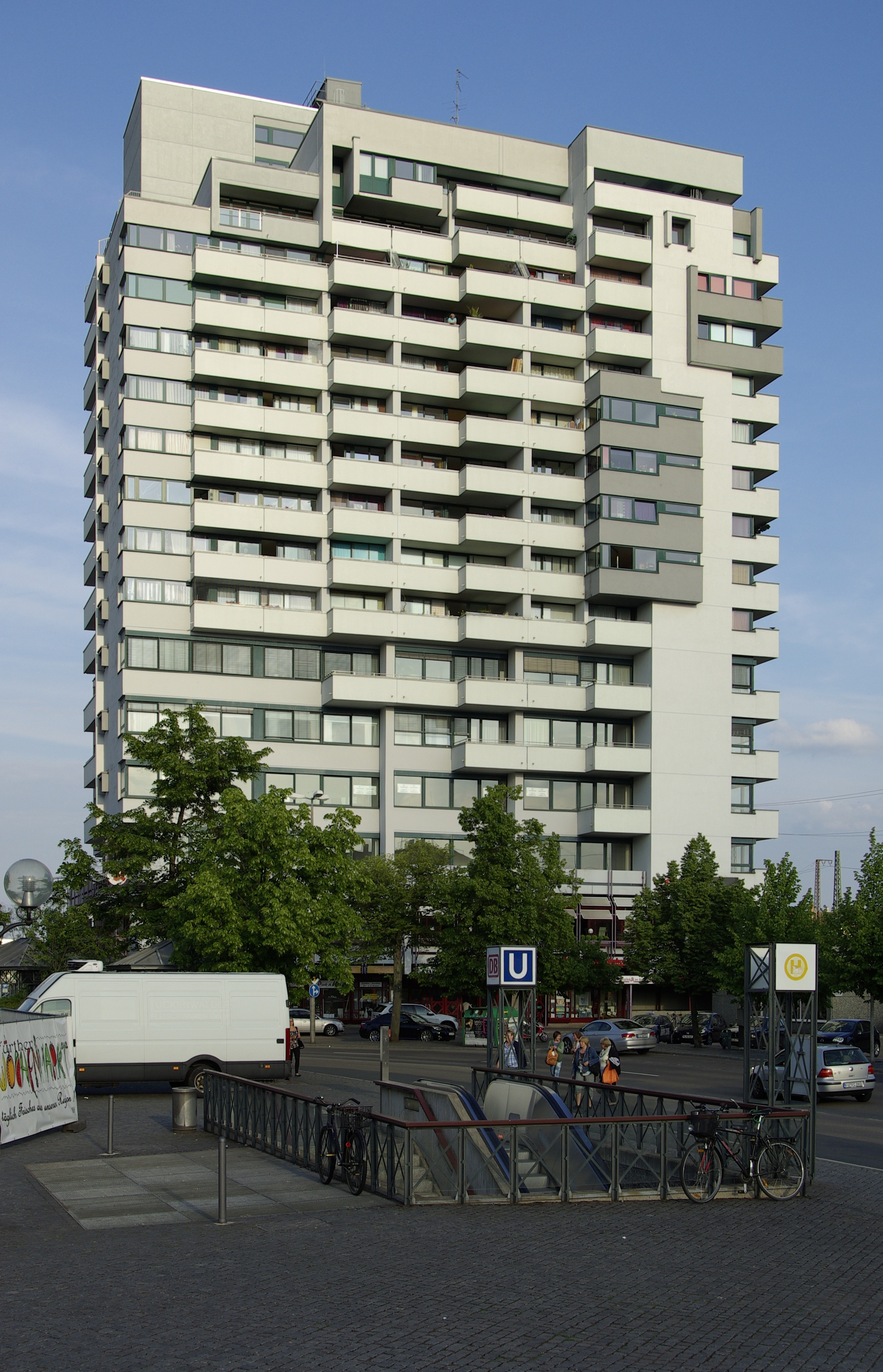
Das sogenannte Bahnhof-Center in Fürth mit rund 60 Metern Höhe (2013)
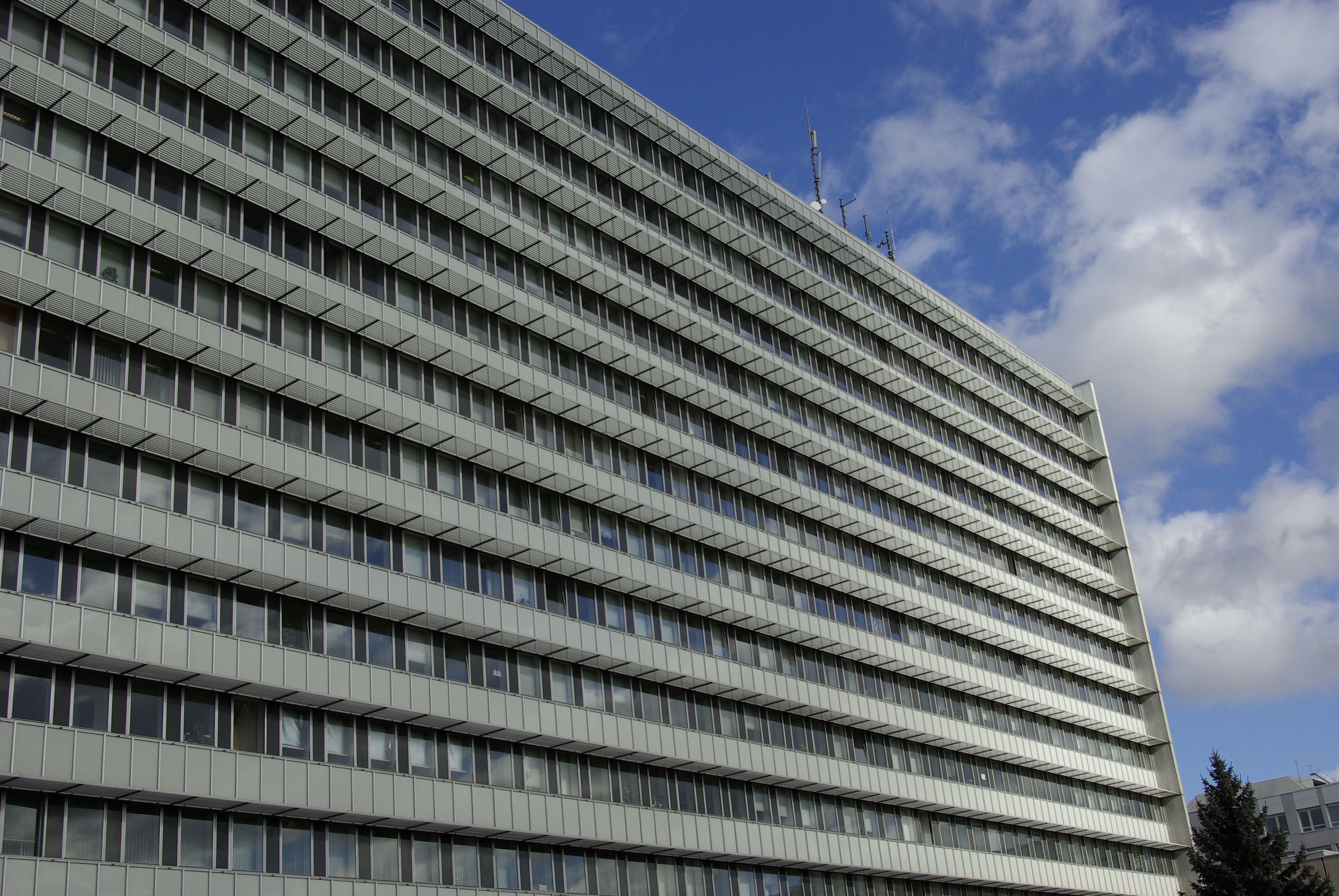
Das Siemens-Healthineers-Hochhaus Henkestraße in Erlangen erreicht 52 Meter (2014)
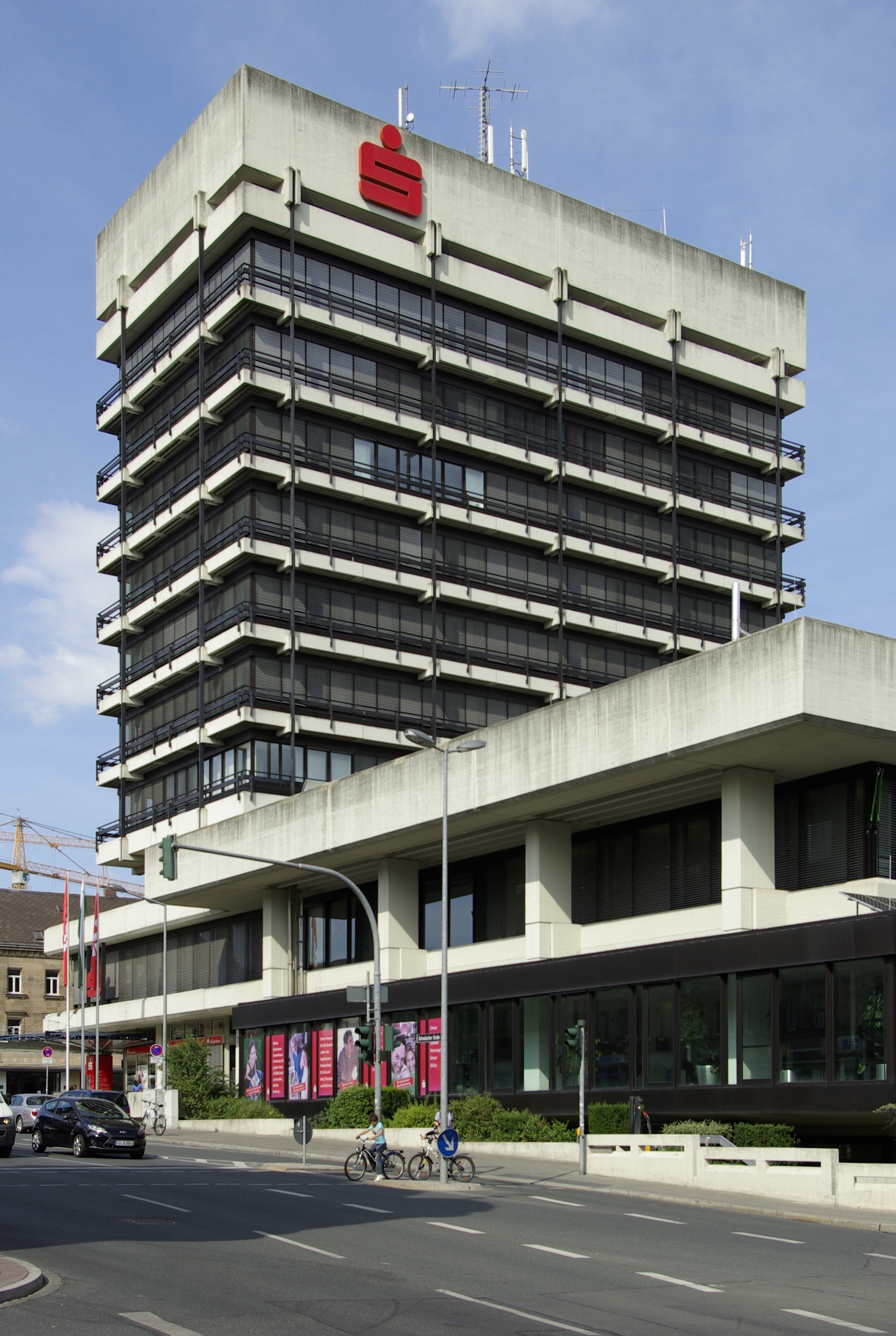
Das Sparkassen-Hochhaus in Fürth misst etwa 50 Meter (2014)